# Кальдера-дель-Атуэль
Кальдера-дель-Атуэль — вулкан. Располагается в аргентинской провинции Мендоса.
Кальдера-дель-Атуэль — кальдера, высшей точкой которой является стратовулкан Соснеадо, высотой 5189 метров. Находится на восточной оконечности хребта Главная Кордильера в западной Аргентине, недалеко от границы с Чили. Диаметр кальдеры 30x45 километров в ширину. Кальдера усеяна 15 вулканическими куполами, состоящими из дацитов и 25 стратовулканами и шлаковыми конусами, которые состоят из андезитов и базальтов. Большая часть вулканического рельефа имеет молодой возраст и возник в современный период. Многие пики вулканов покрыты снегом. Вулканическая деятельность не зафиксирована и в настоящий момент отсутствует.